# Rita Mae Brown
Rita Mae Brown, född 28 november 1944 i Hanover i Pennsylvania, är en amerikansk författare och feminist. Hon slog igenom på 1970-talet med sin bästsäljande debutroman Kvinnofrukt (engelska: Rubyfruit Jungle) – en av de tidigaste exemplen på modern lesbisk litteratur – som kom att bli hennes mest kända verk. Förutom en rad romaner med feministiska motiv har hon även skrivit poesi samt över ett tjugotal deckare i serien om Mrs Murphy.

## Biografi
Rita Mae Brown studerade inledningsvis vid University of Florida men blev relegerad till följd av sitt engagemang i medborgarrättsrörelsen. Hon flyttade därefter till New York University där hon 1968 avlade kandidatexamen i engelska och klassiska studier. Även under studietiden i New York var hon politiskt aktiv, denna gång inom gayrörelsen, där hon var en av de få aktivisterna som vågade göra det under sitt riktiga namn. Hon blev dock missnöjd med gayrörelsens negativa inställning mot kvinnor och kom att engagera sig mer och mer i lesbiska frågor; hon var bland annat medgrundare till en av dåtidens mest inflytelserika lesbiska grupper, The Furies Collective. År 1973 avlade hon doktorsexamen vid Institute for Policy Studies i Washington, D.C..

## Författarskap
Brown gav ut två diktsamlingar, The Hand that Cradles the Rock (1971) (en titel som syftar på uttrycket "The Hand that Rocks the Cradle", 'handen som gungar vaggan') och Songs to a Handsome Woman (1973) innan hon 1973 publicerade Kvinnofrukt. Boken, som blev hennes mest kända verk, är en bildningsroman med självbiografiska drag. Den handlar om en ung och självsäker lesbisk kvinna, Molly Bolt, som tvingas konfrontera samhällets negativa reaktioner på sin sexuella läggning. Boken publicerades först på ett litet förlag och sålde  fram till 1977 i över 70 000 exemplar. Efter att förlaget Bantam Books gav ut den i pocket 1977 sålde den fram till 1985 i över en miljon exemplar.

### Deckare
På 1990-talet gav sig Brown in i deckargenren med romanen Wish You Were Here som blev den första delen i en över tjugo böcker lång serie mysdeckare om brevbäraren och amatördetektiven Mary Minor "Harry" Haristeen och hennes katt Mrs. Murphy som är bosatta i Crozet, Virginia. 1988 kom en filmatisering av Browns rollfigurer, Mord, sa katten (Murder, She Purred) med Ricki Lake som "Harry" Haristeen.

## Verk i urval

### Diktsamlingar
- 1971 – The Hand That Cradles the Rock
- 1973 – Songs to a Handsome Woman

### Romaner
- 1973 – Rubyfruit Jungle

svensk utgåva Kvinnofrukt, 1978, i översättning av Annika Preis
- 1976 – In Her Day
- 1978 – Six of One

svensk utgåva Systrar, 1980, i översättning av Annika Preis
- 1982 – Southern Discomfort

svensk utgåva Söderns lust och olust, 1982, i översättning av Annika Preis
- 1983 – Sudden Death

svensk utgåva Utspel, 1984, i översättning av Annika Preis
- 1986 – High Hearts

svensk utgåva Tappra hjärtan, 1988, i översättning av Annika Preis
- 1988 – Bingo

svensk utgåva Bingo, 1990, i översättning av Annika Preis
- 2000 – Loose Lips
- 2002 – Alma Mater
- 2008 – The Sand Castle

Mrs. Murphy-deckare
- 1990 – Wish You Were Here
- 1992 – Rest in Pieces
- 1994 – Murder at Monticello
- 1995 – Pay Dirt
- 1996 – Murder, She Meowed
- 1998 – Murder on the Prowl
- 1999 – Cat on the Scent
- 2000 – Pawing Through the Past
- 2001 – Claws and Effect
- 2002 – Catch as Cat Can
- 2003 – The Tail of the Tip-Off
- 2004 – Whisker of Evil
- 2005 – Cat's Eyewitness
- 2006 – Sour Puss
- 2007 – Puss n' Cahoots
- 2008 – The Purrfect Murder
- 2008 – Santa Clawed
- 2010 – Cat of the Century
- 2011 – Hiss of Death
- 2012 – The Big Cat Nap
- 2013 – The Litter of the Law